# José Tomás (escultor)

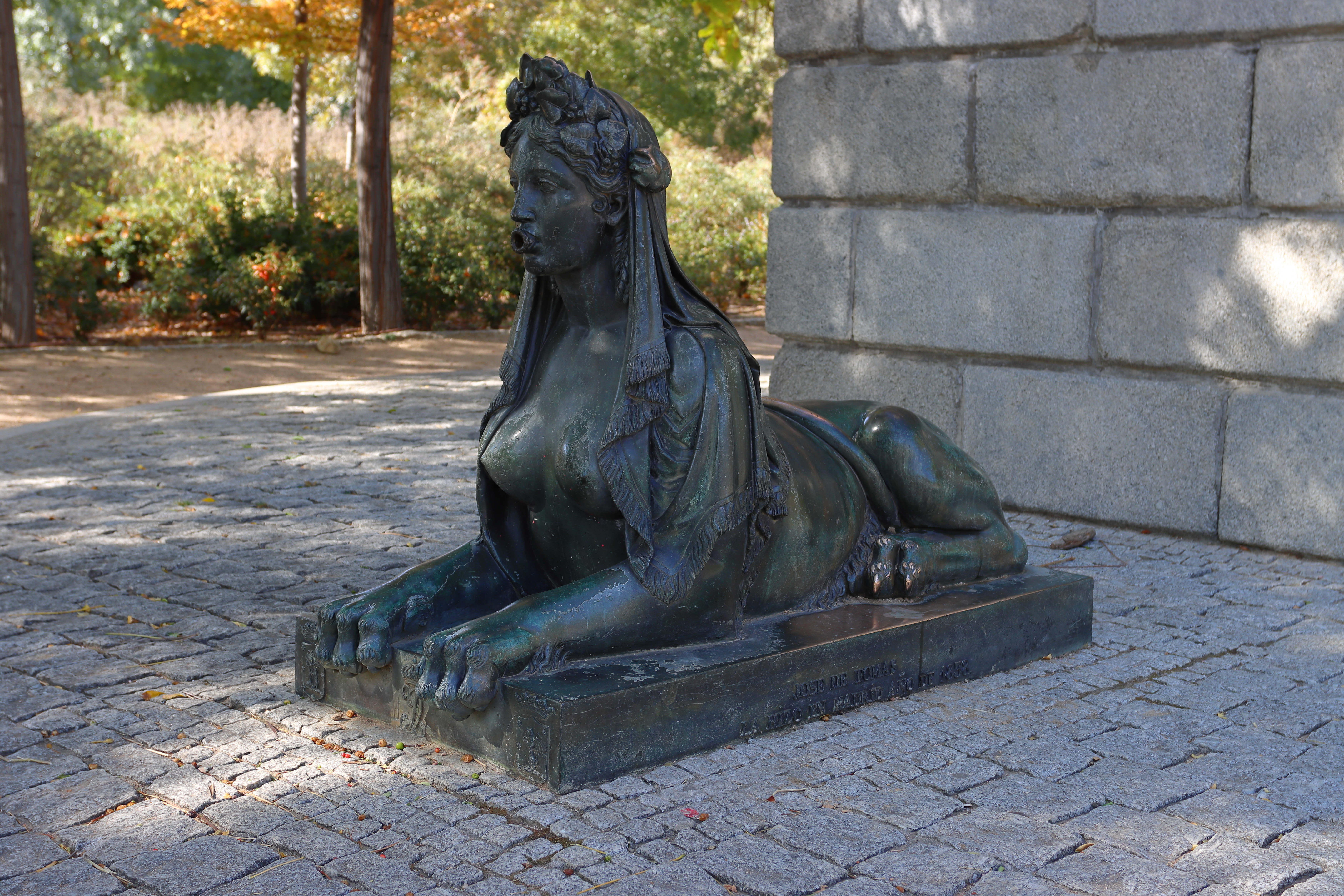
Esfinge en el Obelisco de la Fuente Castellana, José Tomás, 1838.

José Jerónimo Tomás y Geneves (Córdoba, 13 de febrero de 1793–Madrid, 23 de noviembre de 1848) fue un escultor neoclásico español.

## Biografía
Formado en la Academia de San Fernando, llegó a ser segundo escultor de cámara del rey Carlos IV y del Concejo madrileño. Fue el fundador del Liceo Artístico y Literario de Madrid y director de la Real Academia de Bellas Artes, institución de la que, como se ha indicado, había sido alumno.
La mayor parte de sus obras fueron concebidas como partes integrantes de monumentos públicos. Su estilo sigue fielmente el Neoclasicismo que autores como Francisco Gutiérrez Arribas o Alfonso Giraldo Bergaz habían impuesto en la estatuaria urbana en la generación anterior.

## Obras
- Fuentes de los Galápagos, del Cisne y de la Castellana, en Madrid (las dos mayores, Galápagos y Arganzuela, en colaboración con el arquitecto navarro Francisco Javier Mariátegui).
- Escultura del Valor, en el Obelisco al 2 de mayo.
- Alegorías de la medicina, relieves en las fachadas del Colegio de San Carlos.
- Relieve de la Última Cena, del Oratorio del Caballero de Gracia, según la obra de Leonardo da Vinci.
- Busto de la Condesa de Benavente, para el Parque de El Capricho en la Alameda de Osuna.
- Retrato de Cervantes, en el Museo del Ejército.
- Decoración del pedestal del Monumento a Felipe IV, en la Plaza de Oriente (1844). Obra realizada junto al escultor Francisco Elías Vallejo.
- Fuente de los caballos marinos en la Finca de Vista Alegre